# Черевковский район
Черевковский район — административно-территориальная единица в составе Северо-Двинской губернии, Северного края, Северной и Архангельской областей, существовавшая в 1924—1959 годах. Административный центр — Черевково.
Черевковский район был образован в составе Северо-Двинской губернии в 1924 году. Делился на 9 сельсоветов: Дмитриевский, Ляховский, Ракульский, Семёновский 1-й, Семёновский 2-й, Тимошинский, Федьковский, Фоминский, Холмовский и Черевковский с/с. На площади 9587 км проживало 34743 человек. 
В ноябре 1924 года был образован Синицкий сельский совет.
В 1925 году были образованы Березницкий и Вершинский сельсоветы, в 1926 году — Бритвинский и Заболотский сельсоветы.
В 1929 году Черевковский район вошёл в состав Северо-Двинского округа Северного края.
В 1931 году к Черевковскому району были присоединены 4 сельсовета упразднённого Красноборского района: Кулижский, Новошинский, Пермогорский, Шиловский. В том же году 1-й Семёновский сельсовет был переименован в Семёновский сельсовет, а 2-й Семёновский сельсовет — в Лихачёвский с/с.
В 1935 году Кулижский, Пермогорский, Шиловский сельсоветы были возвращены в восстановленный Красноборский район. Туда же в 1941 году был передан Новошинский сельсовет.
В 1944 году был образован Коптеловский сельсовет, а в 1945 году — Усть-Киземский с/с.
В 1951 году был образован Киземский поселковый совет.
В 1954 году Заболотский сельсовет был присоединён к Семёновскому сельсовету, Коптеловский сельсовет — к Ляховскому, Усть-Киземский сельсовет — к Дмитриевскому, Фоминский сельсовет — к Черевковскому.
11 сентября 1959 года Черевковский район был расформирован, а его территория разделена между Верхнетоемским, Красноборским и Устьянским районами.